# Moritz Geiger
Moritz Geiger (Frankfurt, Alemánia, 26 de junio de 1880 - Maine, Estados Unidos, 9 de septiembre de 1937) fue un filósofo fenomenólogo alemán autor de importantes contribuciones a la filosofía, a las matemáticas, a la estética y también a la psicología.

## Biografía
Sobrino de Lazarus Geiger, en 1898 estudió derecho en la Universidad de Múnich.  En historia literaria coincide con Paul Linke cuya influencia le lleva a dejar sus estudios de derecho para iniciarse en filosofía y  psicología trasladándose a la Universidad de Leipzig donde   Wilhelm Wundt siendo su preceptor, que entonces desarrollaba el primer laboratorio de psicología experimental con el objeto de estudiar la experiencia inmediata y observable aplicando su método experimental.
En 1904 regresó a Múnich, donde participa en el círculo de estudiantes formado alrededor del profesor  Theodor Lipps y sus discípulos Adolf Reinach, Theodor Conrad, Aloys Fischer y Hildebrand. Lipps, centrado en cuestiones de arte y estética, formuló entre los años 1903 y 1906 su teoría de la empatía estética (Einfühlung), entendida como un proceso de afinidad entre objeto y sujeto.
En 1906 asiste a las conferencias de  Edmund Husserl en la Universidad de Gotinga.
Forma parte de la Escuela de fenomenología Múnich junto con Reinach, Conrad, Fischer, Max Scheler y otras promesas.
Entre los años 1913 y 1930 lleva a cabo con el círculo de Múnich de Husserl el Anuario de Filosofía y fenomenológica Investigación (Jahrbuch für Philosophie und phänomenologische Forschung ).

### Profesor
En 1907 consigue su habilitación (habilitatio) para la docencia universitaria, lo que le permite en 1915 convertirse en profesor asociado en la Universidad de Múnich.
Después de la Primera Guerra Mundial, desde 1923 hasta 1933 fue profesor en la Universidad de Gotinga.

### Exilio
En 1933, bajo la dictadura nazi y por causa de su ascendencia judía,  se vio obligado a emigrar a los Estados Unidos, donde imparte su docencia en el Vassar College de Nueva York y posteriormente en la Universidad de  Stanford.

### Discípulos
El historiador de arte Klaus Berger, Hans-Georg Gadamer, Walter Benjamin y Karl Löwith.

### Enseñanza
Geiger entiende la estética en el contexto de una ciencia de valor estético que representa un "realismo del entorno inmediato" (Realismus der unmittelbaren Einstellung) que debe ser "pura auto-donación" (die reine Selbstgegebenheit).

## Obras (selección)
- Bemerkungen zur Psychologie der Gefühlselemente und Gefühlsverbindungen. Ver también: Archiv für die gesamte Psychologie. 1904, S. 233–288.
- Methodologische und experimentelle Beiträge zur Quantitätslehre.Ver también: Theodor Lipps (Hg.): Psychologische Untersuchungen. Band I, 1907, S. 325–522.
- Zum Problem der Stimmungseinfühlung. Ver también: Zeitschrift für Ästhetik. Band 6, 1911, S. 1–42.
- Das Bewußtsein von Gefühlen. En: Münchener Philosophische Abhandlungen. 1911, S. 125–162.